# Rekrea
Rekrea, plným názvem v letech 1971 až 1992 REKREA, družstevní cestovní kancelář, podnik Českého svazu spotřebních družstev, poté krátce do svého zániku Družstevní cestovní kancelář Rekrea, družstevní podnik, byla cestovní kancelář působící v Československu, ovšem pouze na území České republiky, resp. České socialistické republiky.
Založena byla roku 1955 jako družstevní cestovní kancelář, roku 1964 se pak stala samostatným družstvem s názvem Rekrea, družstevní cestovní kancelář, podnik Ústředního svazu spotřebních družstev. Zaměřovala se především na spolupráci s družstevními organizacemi, využívala především družstevních zařízení, vznikl ale také například hotel Rekrea v Pelhřimově.
Na Slovensku existovala podobná cestovní kancelář Tatratour, která byla založena roku 1969. Na cestovní kancelář Rekrea dnes navazují další cestovní kanceláře.